# 大津町
大津町（日语：／ Ōzu machi */?）是位于日本熊本縣中北部，屬菊池郡的一個町。
全町主要依靠本田技研工業熊本製作所發展，近年因鄰近台積電熊本廠而使商業用地、住宅需求暴漲。

## 人口
| 大津町人口分布圖 |                                               |  |
| 大津町與日本全國年齡別人口分布比較圖 （2005年資料） | 大津町的年齡、男女別人口分布圖 （2005年資料） |  |
| ■紫色是大津町 ■綠色是全国 | ■藍色是男性 ■紅色是女性                       |  |
| 大津町人口變化 \| 1970年 \| 18,322人 \| \| \| 1975年 \| 18,086人 \| \| \| 1980年 \| 19,894人 \| \| \| 1985年 \| 22,008人 \| \| \| 1990年 \| 23,744人 \| \| \| 1995年 \| 26,376人 \| \| \| 2000年 \| 28,021人 \| \| \| 2005年 \| 29,107人 \| \| \| 2010年 \| 31,234人 \| \| \| 2015年 \| 33,452人 \| \| \| 2020年 \| 35,187人 \| \| |                                               |  |
| 資料來源：日本總務省統計中心提供之人口普查數據 |                                               |  |
| 1970年 | 18,322人                                      |  |
| 1975年 | 18,086人                                      |  |
| 1980年 | 19,894人                                      |  |
| 1985年 | 22,008人                                      |  |
| 1990年 | 23,744人                                      |  |
| 1995年 | 26,376人                                      |  |
| 2000年 | 28,021人                                      |  |
| 2005年 | 29,107人                                      |  |
| 2010年 | 31,234人                                      |  |
| 2015年 | 33,452人                                      |  |
| 2020年 | 35,187人                                      |  |

## 歷史
在戰國時期由於有東嶽城，因此此地區以城下町的形式開始發展；在江戶時期由於位於肥後國與豐後國之間的要衝而繁榮，也成為統轄周邊52村的藩役所所在地。

### 年表
- 1889年4月1日：實施町村制，現在的轄區在當時分屬：
  - 合志郡：大津町、陣內村、平真城村、瀨田村、護川村
  - 阿蘇郡：錦野村
- 1896年4月1日：實施郡區町村編制法，合志郡被併入菊池郡。
- 1956年8月1日：大津町、陣內村、平真城村、瀨田村的部分地區（其餘地區被併入長陽村，現屬南阿蘇村）、護川村的部分地區（其餘地區被併入旭志村，現屬菊池市）、錦野村的部分地區（其餘地區被併入山西村，現屬西原村）合併為新設置的大津町。

### 變遷表
| 1889年以前                    | 1889年4月1日                        | 1889年 - 1944年             | 1945年 - 1954年             | 1955年 - 1988年                    | 1955年 - 1988年                    | 1989年 - 現在        | 現在                 |
| ----------------------------- | ----------------------------------- | --------------------------- | --------------------------- | ---------------------------------- | ---------------------------------- | -------------------- | -------------------- |
|                               | 隈府町                              | 隈府町                      | 隈府町                      | 1956年9月1日 菊池町                | 1958年8月1日 菊池市                | 2005年3月22日 菊池市 | 2005年3月22日 菊池市 |
|                               | 河原村                              |                             |                             | 1956年9月1日 菊池町                | 1958年8月1日 菊池市                | 2005年3月22日 菊池市 | 2005年3月22日 菊池市 |
|                               | 水源村                              |                             |                             | 1956年9月1日 菊池町                | 1958年8月1日 菊池市                | 2005年3月22日 菊池市 | 2005年3月22日 菊池市 |
|                               | 迫間村                              |                             |                             | 1956年9月1日 菊池町                | 1958年8月1日 菊池市                | 2005年3月22日 菊池市 | 2005年3月22日 菊池市 |
|                               | 龍門村                              |                             |                             | 1956年9月1日 菊池町                | 1958年8月1日 菊池市                | 2005年3月22日 菊池市 | 2005年3月22日 菊池市 |
|                               | 戶崎村                              |                             |                             | 1956年9月1日 菊池町                | 1958年8月1日 菊池市                | 2005年3月22日 菊池市 | 2005年3月22日 菊池市 |
|                               | 花房村                              |                             |                             | 1956年9月1日 菊池町                | 1958年8月1日 菊池市                | 2005年3月22日 菊池市 | 2005年3月22日 菊池市 |
|                               | 菊池村                              |                             |                             | 1956年9月1日 菊池町                | 1958年8月1日 菊池市                | 2005年3月22日 菊池市 | 2005年3月22日 菊池市 |
|                               | 砦村                                | 砦村                        | 1954年11月1日 七城村        | 1954年11月1日 七城村               | 1968年11月1日 七城町               | 2005年3月22日 菊池市 | 2005年3月22日 菊池市 |
|                               | 加茂川村                            |                             | 1954年11月1日 七城村        | 1954年11月1日 七城村               | 1968年11月1日 七城町               | 2005年3月22日 菊池市 | 2005年3月22日 菊池市 |
|                               | 合志郡 清泉村                       | 1896年4月1日 菊池郡清泉村   | 1954年11月1日 七城村        | 1954年11月1日 七城村               | 1968年11月1日 七城町               | 2005年3月22日 菊池市 | 2005年3月22日 菊池市 |
|                               | 合志郡 泗水村                       | 1896年4月1日 菊池郡泗水村   | 1896年4月1日 菊池郡泗水村   | 1955年4月1日 泗水村                | 1961年4月1日 泗水町                | 2005年3月22日 菊池市 | 2005年3月22日 菊池市 |
|                               | 合志郡 田島村                       | 明治29年4月1日 菊池郡田島村 | 明治29年4月1日 菊池郡田島村 | 1955年4月1日 泗水村                | 1961年4月1日 泗水町                | 2005年3月22日 菊池市 | 2005年3月22日 菊池市 |
|                               | 旭野村                              | 旭野村                      | 旭野村                      | 1956年5月1日 旭志村                | 旭志村                             | 2005年3月22日 菊池市 | 2005年3月22日 菊池市 |
|                               | 合志郡 北合志村                     | 1896年4月1日 菊池郡北合志村 | 1896年4月1日 菊池郡北合志村 | 1956年5月1日 旭志村                | 旭志村                             | 2005年3月22日 菊池市 | 2005年3月22日 菊池市 |
|                               | 合志郡 護川村                       | 1896年4月1日 菊池郡護川村   | 1896年4月1日 菊池郡護川村   | 1956年8月1日 併入旭志村            | 旭志村                             | 2005年3月22日 菊池市 | 2005年3月22日 菊池市 |
| 大津町                        | 合志郡 護川村                       | 1896年4月1日 菊池郡護川村   | 1896年4月1日 菊池郡護川村   |                                    |                                    |                      |                      |
|                               | 合志郡 大津町                       | 1896年4月1日 菊池郡大津町   | 1896年4月1日 菊池郡大津町   |                                    |                                    |                      |                      |
|                               | 合志郡 陣內村                       | 1896年4月1日 菊池郡陣內村   | 1896年4月1日 菊池郡陣內村   |                                    |                                    |                      |                      |
|                               | 合志郡 平真城村                     | 1896年4月1日 菊池郡平真城村 | 1896年4月1日 菊池郡平真城村 |                                    |                                    |                      |                      |
|                               | 阿蘇郡 錦野村的外枝、錦野、岩坂地區 |                             |                             |                                    |                                    |                      |                      |
|                               | 合志郡 瀨田村                       | 1896年4月1日 菊池郡瀨田村   | 1896年4月1日 菊池郡瀨田村   |                                    |                                    |                      |                      |
| 1956年8月1日 併入阿蘇郡長陽村 | 1956年8月1日 併入阿蘇郡長陽村       | 1896年4月1日 菊池郡瀨田村   | 1896年4月1日 菊池郡瀨田村   | 2005年2月13日 合併為阿蘇郡南阿蘇村 | 2005年2月13日 合併為阿蘇郡南阿蘇村 |                      |                      |

## 交通

### 機場
- 熊本機場：機場範圍的東北側有一小部份位於轄區內。

### 鐵路
- 九州旅客鐵道
  - 豐肥本線：肥後大津車站 - 瀨田車站

## 觀光資源
景點
- 大津溫泉岩戶村
- 彌弥護山自然公園
- 日吉神社
- 江藤家住宅

祭典、活動
- 櫻祭：3月-4月
- 杜鵑花祭：4月
- 地藏祭：8月

## 教育
高等學校
- 熊本縣立大津高等學校
- 熊本縣立翔陽高等學校

特殊學校
- 熊本縣立大津養護學校

## 友好、姊妹都市

### 海外
- 黑斯廷斯（美國內布拉斯加州）
- 阿拉珀霍（美國內布拉斯加州）
- 萨利索波利斯（巴西聖保羅州）
- 彼达迪（巴西聖保羅州）

## 本地出身之名人
- 坂本哲志：政治家
- 市原大嗣：職業足球選手
- 坂本和哉：職業足球選手
- 武田洋平：職業足球選手
- 本田真吾：職業足球選手

## 外部連結
- （日語） 大津町商工會（页面存档备份，存于）